# Список прапороносців України на Олімпійських іграх

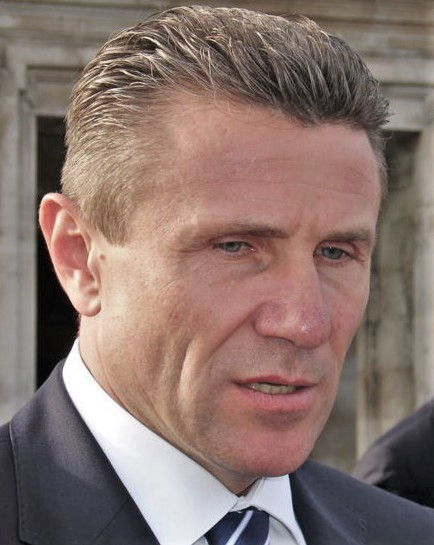
Сергій бубка

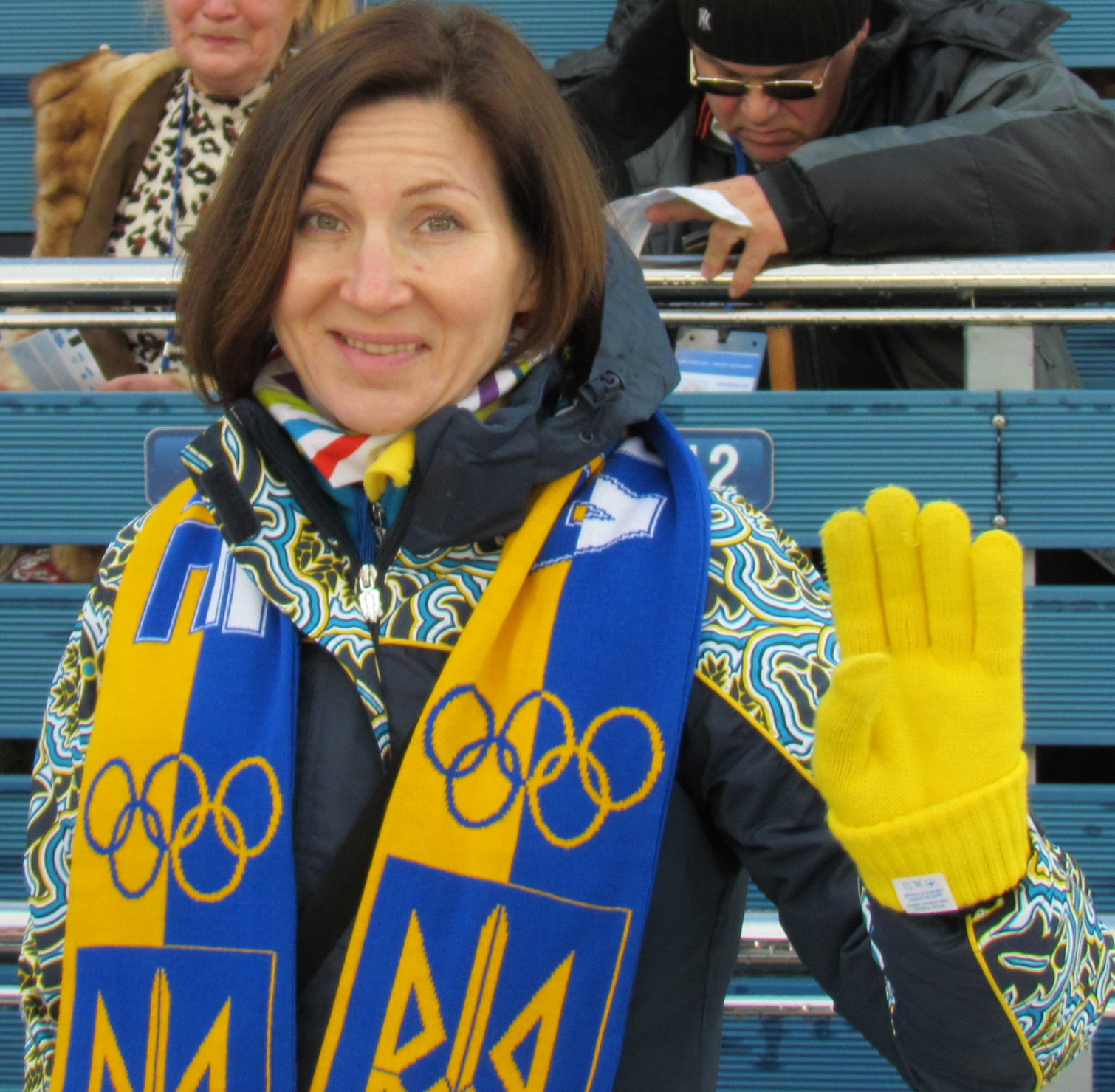
Олена Петрова

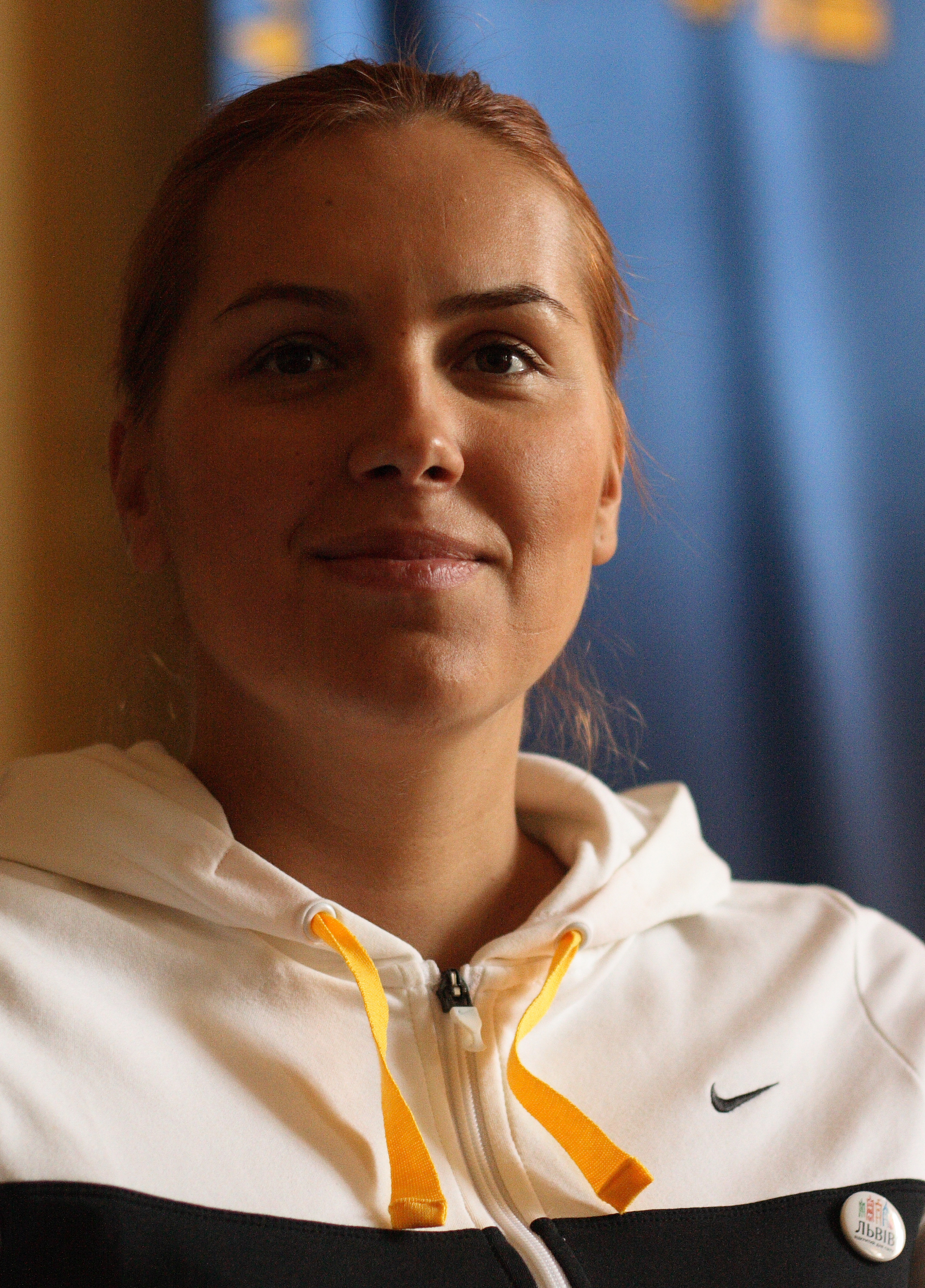
Яна Клочкова

Це список прапороносців збірної України на церемоніях відкриття Олімпійських ігор. Збірна України за часів незалежності взяла участь в 11 літніх і зимових Іграх. Олімпіада в Ріо є 12-ю.
| Рік, місто          | Сезон  | Спортсмен                               | Вид спорту                  |
| ------------------- | ------ | --------------------------------------- | --------------------------- |
| 1994 Ліллехаммер    | зимові | Віктор Петренко                         | фігурне катання             |
| 1996 Атланта        | літні  | Сергій Бубка                            | легка атлетика              |
| 1998 Нагано         | зимові | Андрій Дериземля                        | біатлон                     |
| 2000 Сідней         | літні  | Євген Брацлавець                        | вітрильний спорт            |
| 2002 Солт-Лейк-Сіті | зимові | Олена Петрова                           | біатлон                     |
| 2004 Афіни          | літні  | Денис Силантьєв                         | плавання                    |
| 2006 Турин          | зимові | Наталія Якушенко                        | санний спорт                |
| 2008 Пекін          | літні  | Яна Клочкова                            | плавання                    |
| 2010 Ванкувер       | зимові | Лілія Лудан                             | санний спорт                |
| 2012 Лондон         | літні  | Роман Гонтюк                            | дзюдо                       |
| 2014 Сочі           | зимові | Валентина Шевченко                      | лижні перегони              |
| 2016 Ріо-де-Жанейро | літні  | Микола Мільчев                          | стендова стрільба           |
| 2018 Пхьончхан      | зимові | Олена Підгрушна                         | біатлон                     |
| 2020 Токіо          | літні  | Олена Костевич Богдан Нікішин           | кульова стрільба фехтування |
| 2022 Пекін          | зимові | Олександра Назарова Олександр Абраменко | фігурне катання фристайл    |

Прапороносцями літніх Ігор були зазвичай переможці або призери минулих Ігор, зимових — досвідчені спортсмени, для яких це була не перша Олімпіада (окрім Андрія Дериземлі).
Примітно, що жоден із прапороносців не здобув медалей на Іграх з 1994 по 2018 рік, на церемонії яких він ніс прапор, — найкращими досягненнями стали 4-ті місця Віктора Петренка та Миколи Мільчева. Сергій Бубка та Яна Клочкова взагалі не взяли участі у змаганнях на Іграх, в яких були прапороносцями.
Серед прапороносців троє біатлоністів, двоє плавців, дві саночниці, двоє стрільців, двоє фігуристів, а також по одному представнику, легкої атлетики, вітрильного спорту, дзюдо, лижних перегонів, фехтування та фристайлу.